# Central Bank of Samoa

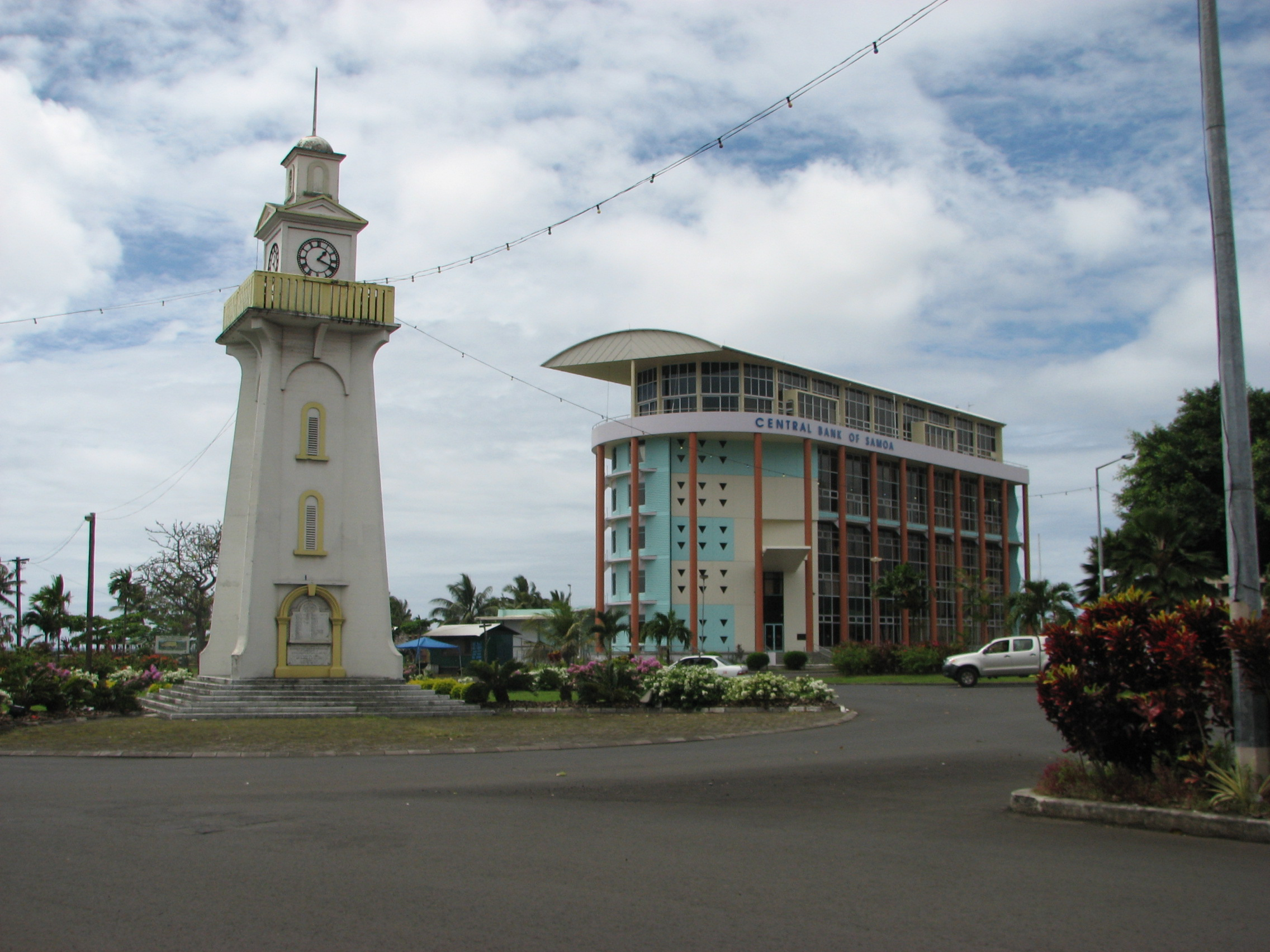
Samoas centralbank, klocktornet till vänster donerat av Nelsonsläkten

Central Bank of Samoa är Samoas centralbank. Banken grundades 1984 som ett resultat av den nya lagen Central Bank of Samoa Act. Sedan april 1989 är Papali'i T.  Scanlan VD för banken. Han är även ledamot i bankens styrelse. Banken är indelad i åtta avdelningar som alla befinner sig i en av två grupper: de avdelningar som lägger fram verksamhetsförslag och verkställer förslagen och de avdelningar som sysslar med annan verksamhet (non-policy operations).
Innan Samoas självständighet 1962 använde man brittisk valuta som gavs ut av Nya Zeelands bank. Efter självständigheten tog Bank of Western Samoa, som i likhet med Nya Zeelands bank var kommsersiell, över denna verksamhet. 1974 kom en ny lag, Monetary Board of Western Samoa Act, som gav en ny institution ansvaret för verksamhet som att kontrollera och hålla valutan stabil och främja ekonomisk tillväxt. Denna nya institution grundades i början av 1975 och fick namnet Monetary Board of Western Samoa. Den nuvarande centralbanken inrättades efter en långvarig ekonomisk kris på 1970- och 80-talen.
År 1996 angav lagen Financial Institutions Act att centralbanken även skulle ta ansvar för att licensiera och överse landets finansiella institutioner.